# Flamme d'Argent (bande dessinée)
Ne doit pas être confondu avec Flamme d'Argent (de Sherlock Holmes).
Flamme d'Argent est une série de bande dessinée réalisée par Paul Cuvelier sur des scénarios de Greg, évoquant un chevalier du Moyen Âge. Elle paraît dans le Journal de Tintin de 1960 à 1963. Elle est ensuite publiée en albums par les Éditions du Lombard, puis successivement rééditée par Le Cygne Distri et par Bédéscope.

## Trame
Ardan des Sables est un chevalier du Moyen Âge, un croisé appelé « Flamme d'Argent ».

## Historique de la série
Paul Cuvelier, lassé de sa série Corentin, se rappelle une histoire qu'il racontait à ses jeunes frères. Il demande à Michel Greg de lui en écrire les scénarios pour en créer une bande dessinée.
Flamme d'Argent paraît dans l'hebdomadaire Tintin, éditions belge et française, de 1960 à 1963, en trois épisodes de trente pages chacun. Cuvelier ne s'y intéresse plus par la suite.
La série est publiée par les Éditions du Lombard en 1965 et 1968. Les albums sont ensuite réédités par le Cygne Distri BD en 1981, puis par Bédéscope en 1985.

## Jugements sur la série
Pour Patrick Gaumer, la série Flamme d'Argent est une épopée médiévale, fertile en rebondissements, de chevauchées en bagarres alternant sans cesse, Greg « s'étant amusé à cumuler un maximum de péripéties dans un minimum d'espace ». Selon Gaumer, cette série a marqué l'imaginaire des lecteurs de Tintin.

## Prépublication
La série paraît d'abord dans Tintin, en trois épisodes publiés du no 635 au no 786 de Tintin, de 1960 à 1963 :
1. Flamme d'Argent, 30 planches, Tintin éd. française, no 635-657 ;
2. Le Croisé sans nom, 30 planches, Tintin éd. française, no 702-714 ;
3. Le Bouclier de lumière, 30 planches, Tintin éd. française, no 772-786[3].

## Albums
La première édition en albums est due aux Éditions du Lombard, en 1965 et 1968 :
1. Flamme d'Argent, par Paul Cuvelier et Greg, Éditions du Lombard, collection « Jeune Europe », 60 planches, 1965, contenant :
  - Flamme d'Argent ;
  - Le Croisé sans nom.
2. Le Bouclier de lumière, par Cuvelier et Greg, éditions du Lombard, collection « Jeune Europe », 30 planches, 1968.

Les éditions Le Cygne / Distri B.D. publient une réédition en 1981.
Bédéscope à son tour publie la série en 1985.